# Mamduh Salem
Mamdouh Salem (Alessandria d'Egitto, 7 maggio 1918 – Londra, 24 febbraio 1988) è stato un politico egiziano, 39º Primo ministro dell'Egitto dal 16 aprile 1975 al 2 ottobre 1978.

## Biografia
Salem nacque ad Alessandria d'Egitto nell'allora Sultanato d'Egitto. Servì come governatore dei governatorati Asyut, Gharbiyya e Alessandria dal 1967 al maggio 1971 e in seguito come Ministro dell'interno dal maggio 1971 al 1975. Successivamente venne nominato Primo ministro con la formazione del suo gabinetto di governo il 16 aprile 1975. Nel 1976 fondò e guidò il Partito Socialista Arabo Egiziano.
dopo tre anni come Primo ministro venne rimosso dal suo incarico il 2 ottobre 1978 dal presidente Anwar al-Sadat. Successivamente fu nominato come consigliere dal presidente Anwar al-Sadat, Mustafa Khalil lo sostituì come Primo ministro.
Salem morì a Londra nel febbraio 1988 a causa di una malattia sconosciuta.